# Dona amb galledes
Dona amb galledes (Woman with Pails: Dynamic Arrangement en anglès) és un quadre cubo-futurista pintat pel rus Kazimir Malèvitx i exposat al MoMA de Nova York. Tot i que el quadre està datat al revés de l'obra amb un 1912, l'obra va ser feta entre 1912 i 1913.

## Descripció i anàlisi
En aquesta composició, també deduïda de Fernand Léger (a través de Paul Cézanne, que creia que totes les formes de la natura poden ser reduïdes a l'esfera, el cilindre i el con), Malèvitx va fer un pas més cap a l'abstracció en dissecar la figura i el pla del quadre en una varietat de formes geomètriques entrellaçades. La figura segueix sent identificable, així com les galledes que porta; Malèvitx encara no ha decidit del tot abandonar la representació. La paleta comprèn en general colors freds, cominada per blaus i grisos, tot i els accents de vermell, groc i ocre afegits a la dinàmica visual de la composició, apropant-nos més, doncs, al sentiment que Malèvitx ens volia comunicar segons indica el títol. Els pocs elements figuratius que s'identifiquen, com ara la mà de la figura, semblen estar perduts en el remolí de formes completament abstractes que estructuren l'obra.

## Història
Malèvitx es va emportar aproximadament setanta obres, inclosa aquesta, de Sant Petersburg (llavors Leningrad) a Berlín el 1927, on l'obra va ser presentada al Große Berliner Austellung. Malèvitx va deizar aquests quadres i dibuixos a la cura d'un arquitecte alemany de nom Hugo Haering quan va tornar a Leningrad més tard el mateix any 1927. El 1930, Häring va transferir la col·lecció a l'atenció d'Alexander Dorner, director del Provinzialmuseum (o Lower Saxony State Museum) de Hannover. Malèvitx no va tornar mai a Alemanya a recollir les seves obres, i va morir a Leningrad el 1935 sense donar instruccions sobre la disposició de les seves obres.
Dorner va exhibir el quadres fins que els nazis van aconseguir el poder el 1933, quan els va guardar en un magatzem per protegir-los d'una possible destrucció. El 1935, Alfred Barr, en nom del Museum of Modern Art, va comprar dos quadres i dos dibuixos a Dorner, que li va prestar també altres obres.
Les obres van restar com a préstec a llarg termini al MoMA fins al 1963, quan van ser adquirits a la col·lecció. L'adquisició va ser confirmada el 1999, a través d'un tracte amb els hereus de Malèvitx i va ser possible gràcies al fons de Mrs. John Hay Whitney Bequest.